# Alouette de Somalie
Corypha somalica
Espèce
Statut de conservation UICN

 LC  : Préoccupation mineure
L'Alouette de Somalie (Corypha somalica) est une espèce d'oiseaux. Comme toutes les alouettes elle appartient à la famille des Alaudidae.

## Description
Cette espèce mesure 19 à 22 cm pour une masse de 44 à 50 g.

## Alimentation
Le régime alimentaire de cet oiseau est inconnu.